# Балка Таранова
Балка Таранова — річка в Україні, у Криворізькому районі Дніпропетровської області. Права притока Кам'янки (басейн Дніпра).

## Опис
Довжина річки 26 км, похил річки — 1,18 м/км. Площа басейну 196 км².

## Розташування
Бере початок на південно-східній околиці Кривого Рогу. Тече переважно на південний схід через Єлизаветпілля, Михайлівку і впадає у річку Кам'янку, праву притоку Базавлука.